# 청학동 마을
청학동(淸鶴洞) 또는 도인촌(道人村)은 지리산 삼신봉의 동쪽 기슭에 위치한 마을이다. 집단 생활을 하고 있는 이들의 가옥은 한국 고유의 초가집과 기와집의 형태로 되어 있으며, 의생활도 전통적인 한복차림을 고수하고 있다. 미성년 남녀는 머리카락을 자르지 않고 길게 땋아 늘어뜨리고 있으며, 지금은 이런풍습이 많이 없어졌다.  성인 남자는 갓을 쓰고 도포를 입는다. 자녀들은 옛 전통 그대로 마을 서당에서도 공부를 하기도 한다. 마을 사람들은 농업 외에 약초, 산나물 채취와 양봉, 가축 사육 등으로 생계를 꾸려 나간다. 현재는 관광객들을 위한 전통 음식점을 경영하는 곳도 있다.

## 행정 구역
주소 상으로는 경상남도 하동군 청암면 묵계리(청학리)에 위치하고 있다.

## 역사
청학동에는 조선 시대부터 사람이 거주하기 시작했다. 이 때는 지원 병사들이 청학동에 들어와 살게 되고, 계속해서 좀더 많은 사람들이 청학동에 들어와 살게 되어 100가구 정도가 살았고, 일제강점기 때 일본의 감시를 피해 사람들이 청학동에 들어오기도 하였다. 여기에는 공산주의자들과 사회주의자들도 포함되어 있었다. 1945년에 한국이 일본으로부터 광복(일명 을유 광복, 8·15 광복)을 쟁취한 후에는 공산주의자들이 거주할 가능성이 있다는 이유로 청학동에 살던 주민들이 이승만 정부에 의해 강제로 퇴거당하였다. 그 후 사람이 다시 들어와 지금은 30가구가 살고 있다. 주민은 갱정유도의 신도가 많고 삼성궁, 증산교 등도 있다.

## 청학동 출신 유명인
- 김봉곤